# Stadsbos Stuivenberg
Het Stadsbos Stuivenberg is een nieuw natuurgebied dat zich ten westen van de Belgische stad Mechelen bevindt in een gebied dat begrensd wordt door het Kanaal Leuven-Dijle, de A1 en het gehucht Stuivenberg.
Het gebied wordt beheerd door Natuurpunt.
Dit gebied bestond vooral uit landbouwgrond en er waren plannen voor een stadsuitbreiding op deze plaats. Ook waren er sportvelden aanwezig. In plaats daarvan werd het toegewezen als groene long voor de stad Mechelen. Er wordt een bos aangeplant en in samenwerking met aanwezige landbouwers wordt ook biologische landbouw ontwikkeld.
Er werden al enige percelen bos aangeplant en de natuur is, anno 2023, in ontwikkeling. Het gebied is toegankelijk voor wandelaars en fietsers.
In het zuiden sluit het gebied aan bij het Vrijbroekpark.